# Zundert (bier)
Zundert is een Nederlands trappistenbier van hoge gisting.
Het bier wordt gebrouwen in Trappistenbrouwerij De Kievit van de Abdij Maria Toevlucht te Zundert. Het is een amberkleurig bier met een alcoholpercentage van 8%.
Het bier kon in première gedegusteerd worden in Zundert zelf in het weekend van 30 november en 1 december 2013 en werd officieel op de markt gebracht op 6 december datzelfde jaar. Het bier was vrijwel onmiddellijk uitverkocht. Op 10 december kreeg het bier het ATP-logo waardoor het officieel het tiende trappistenbier in de wereld werd. Zundert en La Trappe zijn de enige twee Nederlandse trappistenbieren.

## De historie
Trappist Zundert wordt gebrouwen binnen de kloostermuren van Abdij Maria Toevlucht in trappistenbrouwerij De Kievit te Zundert. De brouwerij dankt haar naam aan de oorspronkelijke boerderij van de abdij. De boerderij zorgde er sinds de stichting van de abdij in 1900 voor dat de monniken in hun levensonderhoud konden voorzien. Inmiddels zijn deze werkzaamheden gestaakt. In 2013 werd de open hooitas van de boerderij omgebouwd tot brouwerij en eind 2013 zag de eerste Zundert Trappist het levenslicht.
De Abdij Maria Toevlucht behoort tot de Orde van de Cisterciënzers van de Stricte Observantie, beter bekend als Trappisten. Binnen de abdij leeft men volgens de regel van Benedictus: Ora et Labora, wat Bid en Werk betekent. 
Een bier mag zich alleen trappistenbier noemen als het aan drie voorwaarden voldoet:
- de monniken van de Orde van de Cisterciënzers brouwen het bier zelf en/of met hulp van medewerkers
- Het brouwen gebeurt binnen de muren van een Trappistenabdij
- De opbrengst van het bier gebruiken de monniken om van te leven en om mensen in  nood te kunnen steunen.

Een trappistenbier is herkenbaar aan het logo “Authentic Trappist Product”.

## Bieren
- Zundert 8 is een koperblond bovengistend trappistenbier met nagisting op fles en wordt door de monniken  ‘een beetje weerbarstig’ genoemd. Zundert is een trappistenbier met een geur van kruiden en specerijen, met een volle smaak en een bittere, kruidige afdronk. Zundert Trappist heeft een alcoholpercentage van 8% en wordt gedronken in het speciaal ontworpen taps toelopende glas. Drink de Zundert Trappist niet te koud. Het bier komt het best tot z’n recht als het gedronken wordt tussen de 10 en 14°C.

- Zundert 10 is een quadrupel met een kruidige toets. Dit trappistenbier is diep roodbruin van kleur, met een mooie, licht beige, schuimkraag. De geur geeft hints van gedroogde zuidvruchten, zwoele kruiden, drop en een beetje chocolade. De smaak is vol en zacht, in balans gebracht door een mooie hopbitterheid. In de nasmaak keert de kenmerkende Zundertse kruidigheid subtiel terug. Zundert 10 heeft een alcoholpercentage van 10%.